# داویده ماندورلینی
داویده ماندورلینی (انگلیسی: Davide Mandorlini؛ زادهٔ ۳۰ دسامبر ۱۹۸۳) بازیکن فوتبال اهل ایتالیا است.
از باشگاه‌هایی که در آن بازی کرده‌است می‌توان به باشگاه فوتبال هلاس ورونا، باشگاه فوتبال پروجا، و باشگاه فوتبال ونتزیا اشاره کرد.